# Somssich Pongrác
Saárdi gróf Somssich Pongrác (Somogysárd, 1788. május 17. – Mike, 1849. augusztus 29.) politikus, Baranya vármegye főispánja, államtanácsos, királyi személynök, Országos Honvédelmi Bizottmány tagja, az MTA igazgatósági tagja, alnádor.

## Élete
A nemesi származású saárdi Somssich család sarja. Apja saárdi Somssich József (1748–1805), táblabíró, földbirtokos, anyja ürményi Ürményi Mária (1757–1840). Az apai nagyszülei saárdi Somssich Antal (1698-1779), Somogy vármegye alispánja, az udvari kancellária tanácsosa, földbirtokos és niczki Niczky Borbála (†1765) voltak. Az anyai nagyszülei Ürményi István (1694–1767), királyi tanácsos, kancelláriai titkár, földbirtokos és puchnói Motesiczky Borbála (1713–1764) voltak. Sommsich Pongrác grófnak az elsőfokú unokatestvére ürményi Ürményi Ferenc (1780–1858) fiumei kormányzó, belső titkos tanácsos, koronaőr, az MTA igazgatósági tagja. Fivére saárdi Somssich Miklós (1784–1870) reformkori politikus, Somogy vármegye alispánja.
Középiskolai tanulmányai befejeztével Pestre került egyetemre, ahol jogot hallgatott. Édesapja halála után, 1808-ban birtokmegosztó egyezséget kötöttek bátyjával, Miklóssal, de Pongrác nem tetszése miatt újból elosztották örökségüket. Az egyetem elvégzése után hivatali pályára lépett, 1811-ben Somogy vármegye szolgabírája lett, az 1820-as évekre már a megyei ellenzék egyik ismert alakja volt, 1824-től pedig már vármegyéje alispáni tisztségét tölthette be. 1825-ben a választások során majdnem bátyja lett az ellenfele, végül Miklós visszalépett a jelöltségtől. Pongrác az országgyűlésben kezdetben az ellenzék mellett állt, de aztán egyre inkább a kormányzatot támogatta, így alnádorrá választották 1830-ban. 1833-ban királyi személynökké és Pest-Pilis-Solt-Kiskun vármegye főispáni helytartójává lépett elő, ekkor az országgyűlés alsótáblájának elnöke is volt. Ekkortájt nagyot veszített népszerűségéből, mert végleg a bécsi udvar politikája mellé állt, ellenezte a reformtörekvéseket.
1836-ban Baranya vármegye főispánja, majd 1841-ben államtanácsos lett, érdemeiért V. Ferdinánd grófi ragra emelte 1845. május 3-án, és ezzel együtt tagja lett a király tanácsadó testületének. Az 1848–49-es forradalom és szabadságharc eseményei viszont megváltoztatták politikai nézeteit, a magas rangú tisztviselők közül egyedüliként értett egyet az ún. áprilisi törvényekkel. A forradalom alatt mikei birtokára vonult vissza, ahol az 1849-ben kitört kolerajárvány alatt befogadott ismeretlen beteg megfertőzte, így hamarosan a betegség miatt meg is halt.

## Házassága és leszármazottjai
1811-ben vette feleségül a Zichy család köznemesi ágából származó zichi Zichy Julianna (Nágocs, 1791. június 23.–Mike, 1849. augusztus 23.) kisasszonyt, zicsi Zichy József (1754-1838), aranykulcsos, királyi tanácsos, földbirtokos és szekcsői Bésán Franciska (1774-1844) lányát. A házasságból négy gyermek született neki:
- Johanna (Janka) (?–1849); férje: Wimpffen Dénes báró
- József (1812–1894) festőművész, politikus, császári és királyi kamarás; 1. neje: Schiller Amália bárónő (1805–1874); 2. neje: Schrott Karolina (1837–1900)
- Béla (?–1838)
- Imre (1819–1886) huszárhadnagy, szállodaigazgató, politikus; neje: Siskovics Mária (1822–1902)